# Shirase Bank
Koordinaten: 76° 40′ S, 158° 0′ W
Die Shirase Bank (englisch) ist eine Bank im antarktischen Rossmeer. Sie liegt unmittelbar vor der Shirase-Küste des Marie-Byrd-Lands.
Die Benennung vom US-amerikanischen Advisory Committee on Undersea Features (ACUF) im Juni 1988 bestätigte Benennung erfolgte in Anlehnung an diejenige der gleichnamigen Küste. Deren Namensgeber ist der japanische Polarforscher Shirase Nobu (1861–1946).